# Curatella
Curatella é um género botânico pertencente à família Dilleniaceae.

## Espécies
- Curatella alata Vent.
- Curatella americana L.
- Curatella cambaiba St.Hil.
- Curatella coriacea Benoist
- Curatella glabra Spruce ex Benth.
- Curatella glazioviana Gilg
- Curatella glaziovii Gilg
- Curatella grisebachiana Eichler
- Curatella imperialis Hort. ex Baill.

1. ↑  «Curatella — World Flora Online». www.worldfloraonline.org. Consultado em 19 de agosto de 2020